# Timothy Tackett
Timothy Tackett (Estados Unidos, 30 de agosto de 1945) es un historiador estadounidense, profesor de Historia en la Universidad de California, campus de Irvine. Especialista en la Revolución francesa, se concentró en un primer tiempo en el estudio de la cultura religiosa en Francia bajo el Antiguo Régimen y la Revolución, para luego investigar el proceso revolucionario francés y sus orígenes a través, entre otros, del estudio social de sus parlamentarios. En el siglo XXI, se dedica a investigar el origen de la violencia y del Terror en la Revolución francesa. Se le considera uno de los historiadores partidarios de una interpretación post-revisionista de la Revolución francesa.
Se doctoró en 1973 por la Universidad de Stanford, fue profesor en la Catholic University of America, y entre 1982 y 2001 fue profesor invitado de varias instituciones como la Universidad de Rennes (Francia), École des Hautes Études en Sciences Sociales (París) y la Scuola normale superiore de Pisa (Italia). Su libro Becoming a Revolutionary. The Deputies of the French National Assembly and the Emergence of a Revolutionary Culture (1789–1790) ganó en 1998 el premio Leo Gershoy concedido por la American Historical Association al mejor libro de Historia moderna europea.

## Libros publicados
- The Coming of the Terror in the French Revolution, Cambridge University Press, 2015 (Edición española: El Terror en la Revolución Francesa (2015) ed. Pasado&Presente ISBN 978-84-943392-8-8)
- Cambridge History of Christianity. Vol. 7. Enlightenment, Reawakening, Revolution (1660-1815), coautor. Cambridge University Press, 2006
- When the King Took Flight, Harvard University Press, 2003
- Becoming a Revolutionary: The Deputies of the French National Assembly and the Origins of a Revolutionary Culture, Princeton University Press, 1996
- Atlas de la Révolution française. Vol. 9, Religion, coeditor con Claude Langlois y Michel Vovelle, Éditions de l'École des Hautes Études en Sciences Sociales, París, 1996
- Religion, Revolution, and Regional Culture in Eighteenth-Century France, Princeton University Press, 1986
- Priest and Parish in Eighteenth-Century France, Princeton University Press, 1977